# Myrioblephara lucidata
Myrioblephara lucidata är en fjärilsart som beskrevs av W. Warren 1906. Myrioblephara lucidata ingår i släktet Myrioblephara och familjen mätare. Inga underarter finns listade i Catalogue of Life.